# Quara
Quara is een plaats (frazione) in de Italiaanse gemeente Toano.